# Лаюк Ольга Дмитрівна
Ольга Дмитрівна Лаюк (17 травня 1984 р.) — українська гандболістка, грає за турецький клуб Кастомону та збірну України.
Граючи за Муртапаша (Туреччина) отримала нагороду як найкраща права півсередня чемпіонату Туреччини в сезоні 2014/2015.
Тричі за час виступів за Муртапаша перемагала в Чемпіонаті Туреччини сезони 2011—2014 роки, двічі перемагала в Кубку Туреччини та Суперкубку
У 2016-17 та 2018-19 роках вигравала Чемпіонат Туреччини вже з Кастомону.

## Ігрова кар'єра
- 2001—2007 рр виступала за клуб ГК Спартак Київ
- 2007—2009 рр виступала за клуб ГК Мотор Запоріжжя
- 2009—2011 рр перейшла до іспанської команди Балонмано Сагунто
- 2011—2015 рр перебралася до турецької Муртапаша
- 2015—2018 рр виступала за команду з Анкари
- 2018-2019 рр виступала за турецький клуб Кастомону